# Incidente ferroviario di Castel Bolognese
L'incidente ferroviario di Castel Bolognese fu un sinistro avvenuto in Italia nel 1962, che finì sulle cronache italiane ed estere per l'elevato numero di vittime fra morti e feriti.

## Dinamica
Nella notte dell'8 marzo 1962 il treno Direttissimo n. 152 proveniente da Lecce in direzione Milano con circa 500 passeggeri a bordo (per altre fonti circa 1000), deragliò poco prima dell'ingresso nella stazione di Castel Bolognese.
Nell'urto morirono 13 viaggiatori e altri rimasero feriti (a seconda delle fonti 127 o 93). Il treno era composto dalla locomotiva FS E.428.217 che trainava un convoglio di 16 carrozze, in prevalenza di tipo 1931 (Az 11.000), 1937 (Cz 32.000) e Corbellini, dal carro postale e dal carro bagagli.
Le cause del disastro vennero individuate dalla eccessiva velocità con cui il treno impegnò il ramo deviato, sul quale la velocità massima prescritta era di 30 km/h; il locomotore deragliò, si rovesciò sul fianco destro e strisciò per circa cento metri prima di fermarsi, le prime carrozze (su cui si registrarono le vittime) ne seguirono le sorti mentre le ultime non deragliarono, ma subirono una violenta decelerazione.
I funerali di undici delle tredici vittime si svolsero nella chiesa di San Francesco, con la partecipazione di una folla numerosa e dei rappresentanti delle autorità.

## Indagini
Nel successivo processo svoltosi a Ravenna, la responsabilità del disastro venne attribuita unicamente al macchinista marchigiano Ennio Covacci, che il tribunale condannò a 5 anni e 8 mesi di reclusione, mentre al suo aiutante Otello Manzi non venne contestato alcun reato in quanto - sostenne il Tribunale - nella sua veste di aiuto macchinista avrebbe potuto sostituirsi al titolare solamente in caso di sua effettiva impossibilità di assolvere i suoi compiti.
In realtà entrambi dimenticarono la riduzione di velocità dai 110 km/h previsti in linea ai 30 km/h previsti all'ingresso in stazione per instradarsi sul binario deviato a causa di lavori di rifacimento dei binari.
Fu sostenuto che potesse aver avuto un nesso di causalità anche la presenza in cabina di guida di un operaio delle ferrovie salito alla stazione di Forlì (la penultima prima del disastro) al fine di verificare la tensione elettrica lungo la linea. Ciò in quanto, stando a quanto riportato nella relazione dei periti nominati dal tribunale, alcuni macchinisti nei giorni precedenti alla tragedia avevano segnalato che le strumentazioni di bordo dei locomotori riportavano sbalzi di tensione sulla linea elettrica. 
Nel dicembre 2014 la pubblicazione di un libro che ricostruiva i fatti della tragedia e del processo svoltosi a Ravenna ha portato alla luce che, in realtà, le vittime del disastro ferroviario furono 14 e non 13. Il numero dei feriti non fu mai accertato con precisione nemmeno dagli inquirenti, stante il fatto che molti viaggiatori proseguirono il loro viaggio già l'indomani e si fecero curare nelle rispettive destinazioni. Non mancarono, infine, casi di persone che sostennero di essersi trovate sul treno lamentando dolori che i medici non certificarono, allo scopo di poter attingere ai risarcimenti delle ferrovie. In questo senso il dato ufficiale fornito dal Ministro dei Trasporti di allora, stima il numero dei feriti in 186 dei quali numerosi riportarono ferite gravi e permanenti. Alcune persone subirono amputazioni agli arti.

## Critiche
Il disastro ferroviario di Castel Bolognese contribuì a scatenare numerose polemiche nei confronti dell'amministrazione ferroviaria, che proprio a Castel Bolognese attuò uno stratagemma per limitare il ritardo dei treni, impostando i segnali di avviso, protezione e partenza al verde malgrado l'ingresso in deviata e consegnando ai macchinisti le prescrizioni di linea attraverso il Modulo M40. In quella situazione, infatti, anche i regolamenti allora in vigore prevedevano una diversa disposizione dei segnali.
L'impostazione, particolarmente contestata già nei giorni precedenti al disastro da numerosi macchinisti, fu abolita subito dopo il deragliamento.